# Celostato

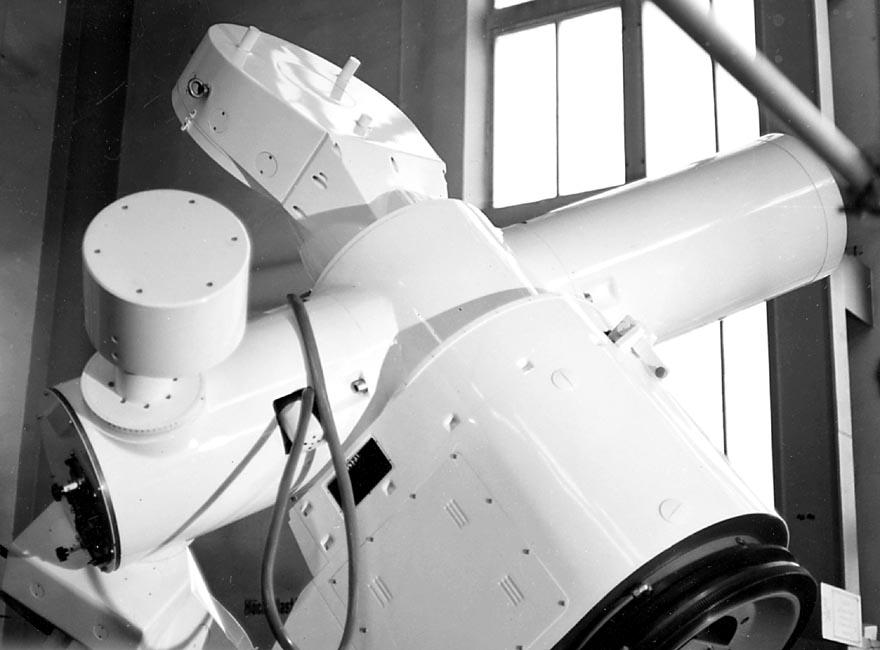
Celostato de Jensch.

Un celostato es un instrumento de ayuda para la práctica de la astronomía. Presenta un par de espejos, uno auxiliar y uno principal, el cual a menudo está montado de manera paralájica, con su eje paralelo al eje de rotación terrestre. El conjunto dispone de un motor que permite efectuar un seguimiento del Sol en su movimiento aparente. Suele utilizarse en torres solares. 
Mediante los dos espejos móviles de los que consta el celostato se desvía la luz del Sol, de manera que el haz siempre se dirija a un instrumento de observación fijo. Al deber mover únicamente los espejos se pueden utilizar equipos de observación solar de gran tamaño. El instrumento de observación real (refractor o reflector) puede ser de muy larga distancia focal.
Un diseño exitoso es el del celostato de Jensch, nombrado así en honor a su inventor, el alemán Alfred Jensch. Tiene la ventaja de que puede observarse todo el cielo sin que los espejos se den sombra entre sí. Es posible realizar el ajuste a las posiciones en el cielo en ascensión recta y declinación, al igual que en monturas de telescopio comunes. 
Los heliostatos y los siderostatos tienen la misma misión que el celostato. Ya que funcionan con un solo espejo, la imagen del Sol gira en el plano focal de la unidad de observación.